# ヴィッカース・ユーティリティ・トラクター
ヴィッカース・ユーティリティ・トラクター（Vickers Utility Tractor）は、戦間期にイギリスのヴィッカース＝アームストロング社で開発された、軍用の小型装軌式装甲牽引車である。戦前、イギリス陸軍で使用されたほか、第二次世界大戦中にベルギー軍、オランダ領東インド軍等でも使われた。

## 開発
1920年代から30年代にかけ、ヴィッカース・アームストロング社は、砲や弾薬トレーラー運搬用に、中戦車・軽戦車の足回りを利用した装甲牽引車「ドラゴン」を各種開発していた。ヴィッカース・ユーティリティー・トラクターは、そのさらに小型の車輌として開発された。
車体形状は後期の軽ドラゴンのほぼ縮小形で、エンジンを車体中央後部に置き、前部中央に操縦手1名が搭乗した。車体本体の上面は座った操縦手の胸の高さしかなかったが、操縦席周囲に可倒式の装甲板を取り付けたタイプもある。足回りは転輪2つをリーフスプリングで懸架、さらにこの転輪ボギーと接地式の誘導輪がアームで連結されていた。履帯は、ヴィッカース・カーデン・ロイド軽戦車系列のものが流用された。

## 生産と戦歴
1930年代前半、ヴィッカース・ユーティリティ・トラクターはイギリス陸軍に配備された。イギリス陸軍向けの車輌は車体左右に張り出した折り畳み式の座席を持ち、「軽トラクターGS Mk.I（Tractor, Light, GS Mk.I）」および「軽トラクターGS Mk.Ia（高速型）（Tractor, Light, GS Mk.Ia(HS)）」の名称で2種が生産された。
この車輌は、47mm FRC 対戦車砲の適当な牽引車を求めていたベルギー陸軍の目に留まり、1934年、ヴィッカース社に完成車を発注するとともに、ライセンス生産権も手に入れた。
ヴィッカース社製のトラクターは1935年から1936年にかけて、262両がベルギーに到着した。ベルギー向けの車輌は、戦闘時の保護用に運転席の周囲に可倒式の装甲板を持っていた。うち177両は歩兵型、85両は騎兵型で、歩兵型は操縦手1名のみが搭乗、騎兵型は車体後端にさらに2名の兵員を搭乗させるための後ろ向きの椅子を備えていた。
さらに、ベルギー国内のファミユルー製作所（Ateliers de Construction de Familleureux）でのライセンス生産も開始されたが、これらは当初輸入された型よりも左右の履帯間、履帯の接地長、車体長が延長された長車体型だった。
1939年、オランダ領東インド軍より、50両のヴィッカース・ユーティリティー・トラクターがファミユルー製作所経由で発注され、1940年には、さらに30両が追加された。ベルギーで代行生産されたこれらユーティリティー・トラクターは、約20両が実際にオランダ領東インド軍に引き渡され、対日戦時に使用されたと考えられているが、残りはドイツに接収されたか、あるいは未完成分は占領下でドイツ軍向けに生産された。
オランダ仕様はベルギー軍向けと同じ長車体型だが、車体側面に、イギリス陸軍向けと似た折り畳み式の椅子を備えており、外側に向いて左右3名ずつ、計6名の兵員を乗せることができた。
1940年、ドイツの西方作戦でベルギーが陥落すると、300両以上のユーティリティー・トラクターがドイツ軍の手に落ちた。これらは「Artillerie Schlepper VA 601(b)」（砲牽引車 VA 601、ベルギー製）の名で対戦車砲の牽引に使用されたほか、若干の長車体型は爆薬運搬車に改装された。また、空軍が飛行場での牽引作業にも使用した。

## 参考資料
- Christopher Foss, Peter McKenzie, THE VICKERS TANKS, Patrick Stephens Ltd., 1988
- Werner Muller, CAPTURED TANKS IN GERMAN SERVICE-－SMALL TANKS AND ARMORED TRACTORS 1939-1945, Shiffer Military History, 1998
- Steven J. Zaloga, BLITZKRIEG-－Armor Camouflage & Markings, 1939-1940, squadron/signal publications, 1980